# Brown Plays Tenco: Le Canzoni di Luigi Tenco
Brown Plays Tenco: Le Canzoni di Luigi Tenco è un album tributo a Luigi Tenco del cantante e polistrumentista statunitense e membro fondatore dei Tuxedomoon Steven Brown uscito nel 1988.
Steven Brown  ascoltando aveva ascoltato una cassetta con brani musicali di Tenco e, inizialmente, fu colpito da Ciao amore, ciao. Brown inoltre restò colpito anche dalla vicenda artistica e umana dell'artista. Il risultato di questo colpo di fulmine è il vinile a 33 giri, dove canta anche altri classici del cantautore genovese.
La raccolta contiene solo 5 brani musicali.

## Tracce
Tutti brani sono stati scritti da Luigi Tenco
1. Lontano, lontano, versione in inglese (testo: Luigi Tenco, Steven Brown – musica: Luigi Tenco)
2. Un giorno dopo l'altro
3. Ciao amore, ciao
4. Vedrai, vedrai
5. Mi sono innamorato di te

## Musicisti
- Steven Brown: Voce, Sassofono, Clarinetto, Keyboards
- Daniele Biagini: Pianoforte, Tastiere
- Peter Principle: Chitarra
- Marco Monfardini, Mirco Magnani, Sergio Salaorni: - Cori
- Gabriele Gai - Basso, Batteria
- Alessandro Agostini - Contrabasso
- Luca Gai -Flauti
- Nikolas Klau - Keyboards, Cymbal